# Dan Heisman
Dan Heisman is een Amerikaanse schaakinstructeur met een piekrating van 2285.

## Carrière
Vooraleer Heisman voltijds schaaksinstructeur werd, was hij actief in de Amerikaanse marine en als beleggingsadviseur. 
Heisman werd 2 maal schaakkampioen van Philadelphia (in 1973 en 1976). Zijn huidige rating is boven de 2200 maar hij is niet langer actief in competitie-wedstrijden. Daarnaast was Heisman ook betrokken bij de 2 wedstrijden (in 1996 en 1997) die Kasparov tegen Deep Blue gespeeld heeft. Heisman heeft ook een populaire rubriek genaamd Novice Nook op Chess Cafe waarin hij beginnersadvies geeft aan volwassen schakers.

## Fundamenteel theorema van veiligheid en activiteit
Heisman stelt dat er een aantal knelpunten zijn die met minimale moeite aangepakt kunnen worden om zo een beginnende speler tot een gemiddeld niveau te brengen. Deze worden de Big Five genoemd.
- veiligheid
- activiteit
- time management
- denkproces
- algemene principes

Niet alle knelpunten van de Big Five zijn even belangrijk. Op een schaal van 1 tot 100 is veiligheid 100 waard, activiteit 15 en de rest minder dan 1. Hoewel veiligheid en activiteit als afzonderlijke knelpunten worden onderscheiden, is er toch een innige band tussen de 2 concepten. De reden dat je je stukken veilig (op het spelbord) wilt houden, is zodat ze op termijn ook actief kunnen worden (dreiging uitoefenen, stukken van de tegenstander pakken,...). Een stuk dat niet veilig is, kan beschouwd worden als maximaal inactief. Deze band vertoont een sterke gelijkenis met de beroemde E = mc² formule van Einstein. Voor het verlies van materiaal moet er al heel veel activiteit in de plaats komen om een zet de moeite waard te maken. 
Dit abstracte theorema concretiseert zich in algemene principes zoals verzet elk stuk in de opening slechts 1 keer en val nooit aan met minder dan 3 stukken. 